# 海僑控股
海僑控股有限公司，簡稱海僑控股（英語：SEAUNION HOLDINGS LIMITED，港交所除牌時0076.HK），在1993年10月21日，從森馬寶秘能源有限公司更名而來。
當時業務經營在亞洲國家開發及生產原油及礦石（例如石墨），主要當時地區是位於印尼，而曾是海裕國際控股有限公司（利基控股有限公司（港交所：0240）前身）旗下公司，後來在1994年，被福建省政府旗下企業華閩集團有限公司收購，再在1997年易手給獨立第三者，在1998年3月18日，更名為辛康海聯控股有限公司，再到現時南海石油控股有限公司至今。